# Емил Константинеску
Емил Константинеску (рум. Emil Constantinescu; Тигина, 19. новембар 1939) је румунски професор и политичар, који је служио као председник Румуније од 1996. до 2000. године.
Након Румунске револуције 1989, Константинеску је постао један од оснивача и потпредседник Грађанског савеза. Поред тога, обављао је и функцију вршиоца дужности председника Демократског румунског антитоталитарног форума, прве удружене структуре демократске опозиције у Румунији после 1989. године, која је касније трансформисана у политички и изборни савез десног центра познат као Румунска демократска конвенција. Такође је председавао странком Народна акција од почетка 2000-их, све док се није спојила са Националном либералном странком 2008. године. Данас, Константинеску је укључен у румунску политику само у ограниченој мери.

## Рани живот и образовање
Емил Константинеску је рођен 19. новембра 1939. у Тигини, Шинутул Нистру, Краљевина Румунија, која се данас зове Бендер и де факто део Придњестровља. Његова мајка, Марија Ђорђета Колчаг, рођена је у Плоештију 24. априла 1916. године и, након завршетка средње школе, била је студенткиња Букурешког конзерваторијума у класи харфе, али је одустала од музичке каријере да би пратила свог супруга, Јона Константинескуа. Био је пореклом из Олтеније, имао је 8 браће, а након што је постао инжењер агроном, распоређен је у Бесарабију. Породица Константинеску склонила се 1943. у село Брадету, округ Аргеш, где је Емил Константинеску провео детињство. Његова сестра, Марина, рођена је 1942. године, а његов брат Кристијан је рођен 1946. године.
У периоду 1953–1956. Емил Константинеску је био ученик Гимназије „Николае Балческу“ у Питештију (данас Колеџ ИЦ Братијану) и стекао је матурску диплому 19. јула 1956. године, исте године када се уписао на Правни факултет Универзитета у Букурешту. Диплому правних наука стекао је 1960. године и након завршетка војне праксе у Пјатра Њамцу, започео је рад као судијски приправник у Регионалном суду у Питештију, у економском одељењу. Политичка клима га наводи да напусти ову позицију и постане студент Геолошког факултета – смер Географија, између 1961. и 1966. године. Докторирао је геологију са Универзитета у Букурешту и докторирао науке са Универзитета Дјук у САД. Године 1963. оженио се Надјом Илеаном, адвокатицом, која је била његова колегиница на Правном факултету у Букурешту. Његов отац је умро 1991. године, а мајка је умрла у болници Елијас 25. новембра 2011. године.

## Професионална каријера
Прошао је кроз све фазе своје универзитетске каријере као асистент и предавач на Геолошком факултету (1966–1990). Од 1991. године па надаље, професор је минералогије на Универзитету у Букурешту. Такође је био гостујући професор на Универзитету Дјук у САД-у између 1991. и 1992. године. Био је изабран за проректора (1990–1992) и ректора (1992–1996) Универзитета у Букурешту; председник Националног савета ректора Румуније (1992–1996); члан Сталног комитета Удружења европских универзитета (1992–1993; 1994–1998); члан Међународног удружења универзитетских председника – IAUP (1994–1996).
Аутор је 12 књига и преко 60 студија из области геологије, објављених у престижним научним часописима у земљи и иностранству. Такође је почасни члан и изабрани члан Геолошких и минералошких друштава Уједињеног Краљевства, Немачке, САД, Грчке и Јапана; Географског друштва Француске и Националног географског друштва САД.
Држао је предавања на универзитетима у Тибингену, Оксфорду, Станфорду, Харварду, Берклију, Колумбији – Њујорк, Џорџтауну – Вашингтону, Индијани – Блумингтону, Рио де Жанеиру, Сиднеју, Прагу, Туркуу, Каиру, Лублину. Добитник је награде Румунске академије за научни допринос у области геологије (1980); награде Палмас Академикас, коју додељује Бразилска академија књижевности, Рио де Жанеиро (2000); златних и почасних медаља Универзитета Коменског у Братислави; Карловог универзитета у Прагу и Универзитета у Сао Паулу; медаље Артура Бертрана, коју додељује Академија наука, Институт Француске; медаља које додељују Национални институт за науке и уметност Француске, Универзитет у Паризу–Сорбони и Универзитет у Амстердаму.

## Политичка активност (1990–1996)
Након пада комунистичке диктатуре, ангажовао се заједно са другим универзитетским колегама и познатим румунским интелектуалцима у напорима за поновну демократизацију Румуније, у одбрани основних људских права и слобода, као и у успостављању цивилног друштва. Био је једна од личности које су протестовале против антидемократских поступака нових власти током 42-дневног скупа, између априла и маја 1990. године, на Универзитетском тргу у Букурешту.
Након крвавог насиља које су починили рудари који су, на позив тадашњег председника Јона Илијескуа, упали у Букурешт у јуну 1990. године, заједно са својим колегама, професорима и студентима основао је удружење Академска солидарност (рум. Solidaritatea Universitară).
Такође је био један од оснивача и потпредседник Грађанског савеза (1990), најважније невладине организације у земљи, и председник Грађанске академије. Ова удружења су се придружила опозиционим демократским странкама и заједно су формирала Румунску демократску конвенцију 1991. године. На предлог Академске солидарности, уз подршку Грађанског савеза, Емил Константинеску је именован за кандидата Румунске демократске конвенције на општим изборима 1992. године. Ушао је у други круг и освојио 38% гласова у сукобу са тадашњим председником Јоном Илијескуом, кога је подржавао Демократски фронт националног спаса. Након овог првог важног политичког искуства, Румунска демократска конвенција је 1992. године изабрала свог председника и јединог кандидата на општим изборима 1996. (којег је представљао Константинеску). Наставио је да делује на јачању демократске опозиције током овог периода од 1992. до 1996. године, заједно са другим значајним политичким лидерима Румунске демократске конвенције.

## Председништво (1996–2000)
Године 1996, поново се такмичио за председника као кандидат Румунске демократске конвенције и успео је да победи Илијескуа у другом кругу, обезбедивши победу са око 10% разлике. Успех Румунске демократске конвенције на општим изборима 1996. године означио је прву мирну транзицију власти у Румунији након 1989. године. На дан када је ступио на дужност, суспендовао је чланство своје странке, јер Устав забрањује председнику да буде формални члан политичке странке током свог мандата.
Током свог јединог четворогодишњег мандата, Константинеску се борио са неефикасним спровођењем процеса приватизације, који су, отежани прекомерном бирократијом, повећали незапосленост и сиромаштво у кратком року. Након још две Минеријаде које су се одржале 1999. године (једне у јануару, а друге у фебруару), које су кулминирале хапшењем Мирона Козме, остатак његовог мандата је претрпео политичку кризу између већинских странака које су у то време чиниле владајућу коалицију (тј. Румунска демократска конвенција, Демократска странка, Румунска социјалдемократска странка и Демократски савез Мађара у Румунији). Земља је такође била додатно оштећена сушом 2000. године. На крају свог мандата 2000. године, одлучио је да се не кандидује поново на изборима, наводећи да га је систем победио.
Један од последњих гестова које је учинио као председник Румуније било је помиловање Јона Комана, оног који је предводио репресију Румунске револуције 1989. у Темишвару.

## После председничког мандата
Константинескуово председништво, заједно са управљањем Румунском демократском конвенцијом, обележила је економска рецесија. Упркос томе, његовом председништву се на крају приписује окончање Минеријада, реформе банкарског система, као и привлачење првих великих страних инвестиција у Румунију након 1989. године. Са изневереним очекивањима тренутног побољшања свакодневног живота, Румуни су показали снажно разочарање главним странкама и политичарима Румунске демократске конвенције на крају законодавног мандата 1996–2000, а Странка Велика Румунија је потом освојила друго место на општим изборима 2000. године.
Разочарани Емил Константинеску, који је изгубио популарност и није успео да оствари своју реформистичку агенду, објавио је 17. јула 2000. да се неће кандидовати за други мандат. Привремено се повукао из политичког живота на крају свог мандата у новембру 2000. године. Константинескуово вођење спољних послова је, међутим, настављено након повратка Јона Илијескуа 2000. године. На крају, Румунија се придружила НАТО-у 2004. године, а Европској унији три године касније, 2007. године, заједно са Бугарском.
Бивши председник се вратио на политичку сцену 2002. године као шеф странке Народна акција (рум. Acţiunea Populară), која се потом спојила са Националном либералном странком 2008. године.
Константинеску је повремено критиковао политику председника од 2004. до 2014. године, Трајана Басескуа, оптужујући га за ауторитарне тенденције, и подржао је Крина Антонескуа у првом кругу председничких избора 2009.
Данас је и даље активно укључен у политику радећи за многе невладине организације, како у Румунији тако и у иностранству. Емил Константинеску је тренутни председник Удружења за грађанско образовање Румунске фондације за демократију, а такође и оснивач Института за регионалну сарадњу и спречавање сукоба. 
Често је био говорник на Форуму слободе у Ослу, а 2010. године уручио им је председничку медаљу. Такође је члан међународног саветодавног већа Фондације за сећање на жртве комунизма.

## Спољни линкови
- Емил Константинеску на веб-сајту  (језик: енглески)